# ヤイツェ
ヤイツェ（ボスニア語:Jajce、クロアチア語:Jajce、セルビア語:Јајце）は、ボスニア・ヘルツェゴビナの町、およびそれを中心とした基礎自治体であり、同国の中部に位置している。ボスニア・ヘルツェゴビナを構成する2つの構成体のうち、ボシュニャク人やクロアチア人を主体としたボスニア・ヘルツェゴビナ連邦に属しており、中央ボスニア県に含まれる。バニャ・ルカ、ムルコニチ・グラード（Mrkonjić Grad）、ドニ・ヴァクフ（Donji Vakuf）を結ぶ道の交点にあたり、プリヴァ川（Pliva）とヴルバス川（Vrbas）の合流地点にある。

## 歴史
ヤイツェは14世紀に初めて築かれた町であり、その時代に独立していた中世ボスニア王国の首都であった。街は要塞化され門を有し、また街のそれぞれの門を結ぶ城壁と城が街を守っていた。1463年にボスニア王国がオスマン帝国の配下となると、ヤイツェはオスマン軍に占領されるが翌年にはハンガリー王国のマーチャーシュ1世に奪取される。ヤイツェから十数キロメートルのところには、ヤイツェよりも小さいコモティン（Komotin）の城と街があり、かつてのヤイツェの街はコモティンにあったが、黒死病の流行後に現在の場所に移転したと信じられている。
ハンガリー支配下では、ボスニア王妃カタリナ・コサチャ＝コトロマニッチ（Katarina Kosača-Kotromanić）が聖ルカ聖堂を建て直し、これが今日のヤイツェで最も古い聖堂となっている。1527年、オスマン帝国の拡大に屈したボスニアで最後の街となった。異なった時代に異なった支配者の下でキリスト教聖堂とイスラム教のモスクが建てられ、宗教的多様性のある街となっていった。

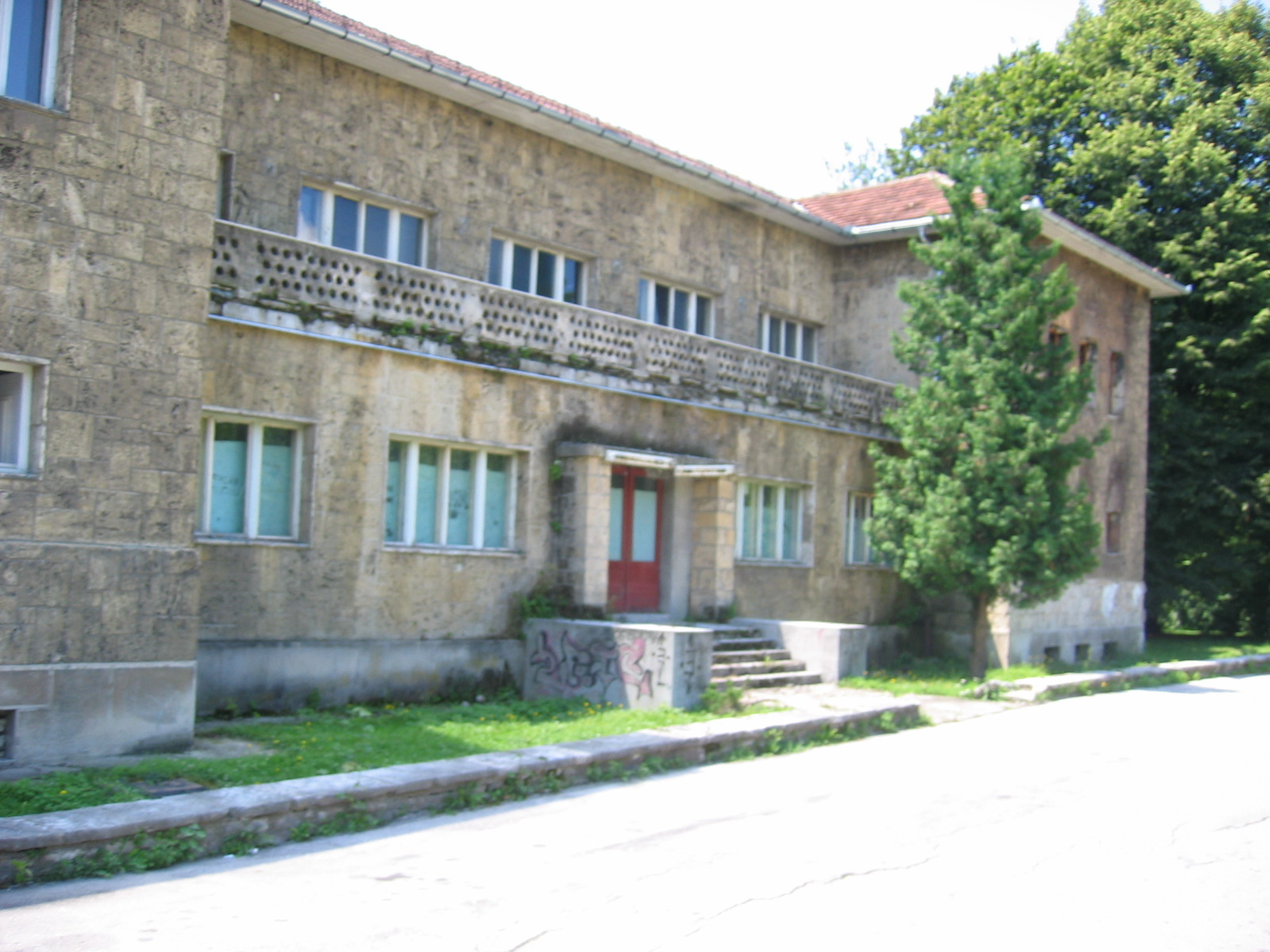
ユーゴスラビア人民解放反ファシスト会議（AVNOJ）の会合が行われた建物

第二次世界大戦でヤイツェは歴史に大きく名を残すこととなった。枢軸勢力による占領に抵抗するヨシップ・ブロズ・ティトー率いるパルチザンによって戦後の統治体制の前身となるべく設立されたユーゴスラビア人民解放反ファシスト会議（AVNOJ）の会合が、1943年11月21日から11月29日にかけてこの地で開かれ、ユーゴスラビア連邦の設立、ティトーをその首相とすることなどについて議決された。
ボスニア・ヘルツェゴビナ紛争初期には、ボスニア・ヘルツェゴビナの主要3民族いずれもがこの街に居住しており、セルビア人の多く住むボスニア北部、ボシュニャク人（ムスリム人）の多く住む中部、クロアチア人の多く住む南西部の交点であった。1992年4月末から5月初頭にかけて、ほぼ全てのセルビア人がこの街を去り、スルプスカ共和国（セルビア人共和国）支配地域へと脱出した。1992年10月の10日から11日にかけての夜に、セルビア正教会の聖堂（生神女就寝聖堂 Crkva Uspenja Presvete Bogorodice）は爆破された。1992年夏には、スルプスカ共和国軍（VRS）が激しい攻撃を加えた。ボシュニャク人とクロアチア人の間で協力関係が機能していなかったこともあり、セルビア人勢力は10月に街を占領した。ボシュニャク人とクロアチア人はディヴィチャニ（Divičani）を経てトラヴニク（Travnik）へと脱出した。クロアチア人勢力の反転攻勢は1995年の8月から9月にかけて行われ、街はクロアチア人勢力（クロアチア防衛評議会）の支配下となり、セルビア人住民のほとんどが街を脱出した。デイトン合意では、ボシュニャク人やクロアチア人を主体とする構成体・ボスニア・ヘルツェゴビナ連邦の領域となることが決められた。

## 住民
1931年の時点では、ヤイツェは、イェゼロ（Jezero）、ドブレティチ（Dobretići）、シポヴォ（Šipovo）などと共にヤイツェ郡に属していた。
| 民族構成 |            |        |                |        |              |        |                  |        |        |       |        |  |  |
| 年       | セルビア人 | %      | ボシュニャク人 | %      | クロアチア人 | %      | ユーゴスラビア人 | %      | その他 | %     | 合計   |  |  |
| 1931     | 24,176     | 49.84% | 14,205         | 29.28% | 10,080       | 20.78% | -                | -      | -      | -     | 48,510 |  |  |
| 1961     | 8,670      | 25.14% | 7,545          | 21.88% | 13,733       | 39.82% | 4,342            | 12.59% | 198    | 0.57  | 34,488 |  |  |
| 1971     | 8,132      | 23.23% | 14,001         | 40.00% | 12,376       | 35.35% | 208              | 0.59%  | 285    | 0.83% | 35.002 |  |  |
| 1981     | 7,954      | 19.31% | 15,145         | 36.76% | 14,418       | 35.00% | 3,177            | 7.71%  | 503    | 1.22% | 41,197 |  |  |
| 1991     | 8,663      | 19.24% | 17,380         | 38.61% | 15,811       | 35.13% | 2,496            | 5.54%  | 657    | 1.48% | 45,007 |  |  |
|          |            |        |                |        |              |        |                  |        |        |       |        |  |  |

ヤイツェからは、365人のセルビア人やムスリム人がヤセノヴァツ強制収容所で殺害されたことが記録されている。

### 1991年

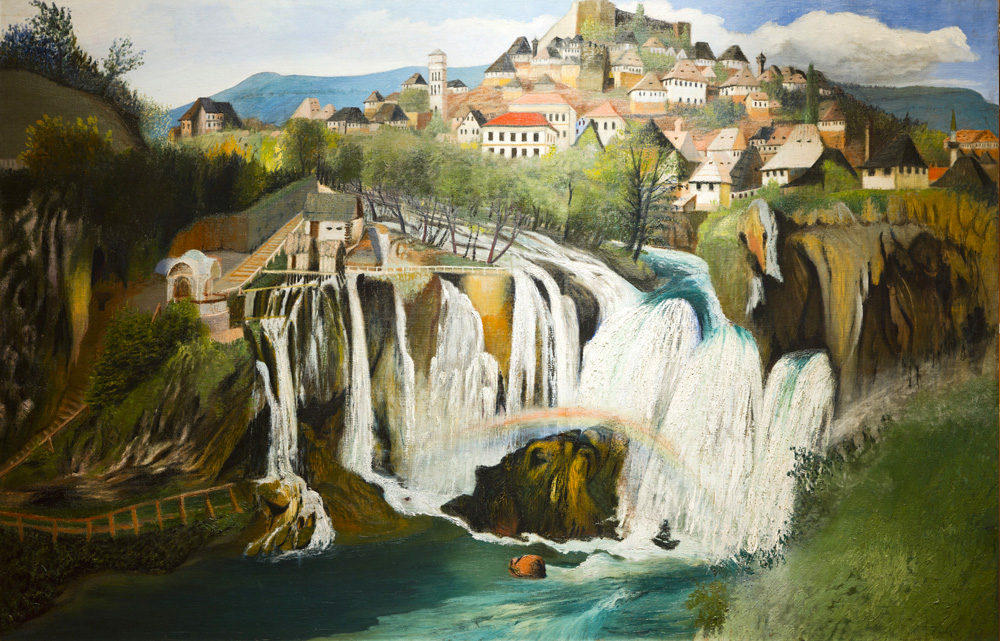
ヤイツェの街と滝を描いたチョントヴァーリ・ティヴァダル・コストカ（Tivadar Kosztka Csontváry）の作品。1903年

ヤイツェの街には13.579人が居住しており、その民族別の内訳は以下の通り:
- ボシュニャク人 - 5,277人 (38.86%)
- セルビア人 - 3,797人 (27.96%)
- ユーゴスラビア人 - 2,217人 (16.32%)
- クロアチア人 - 1,899人 (13.98%)
- その他・不明 - 389人 (2.88%)

## 1995年の領域変更
デイトン合意では、ヤイツェを中心とする自治体（ヤイツェ市）の市境は変更され、かつてムルコニチ・グラード市やスケンデル・ヴァクフ市に含まれていたクロアチア人主体の村がヤイツェ市に編入され、かつてヤイツェ市に含まれていたセルビア人やボシュニャク人主体の村が他の自治体に編入された。

## 終戦後
ヤイツェ自治体の経済は貧弱なままである。UNESCOは、スウェーデンのKulturarv utan gränser（国境なき文化遺産）という団体と共に、歴史的地区の再建に当たっている。スウェーデンの団体の計画の要旨は、滝のある町の象徴的な眺望を形作る歴史的な家屋を補修することである。2006年の時点で、ほとんどの家屋が再建されたが、要塞に関する作業が続けられている。
2007年の選挙では、ボシュニャク人の政党がヤイツェ自治体で多数を占めた。

## 周辺

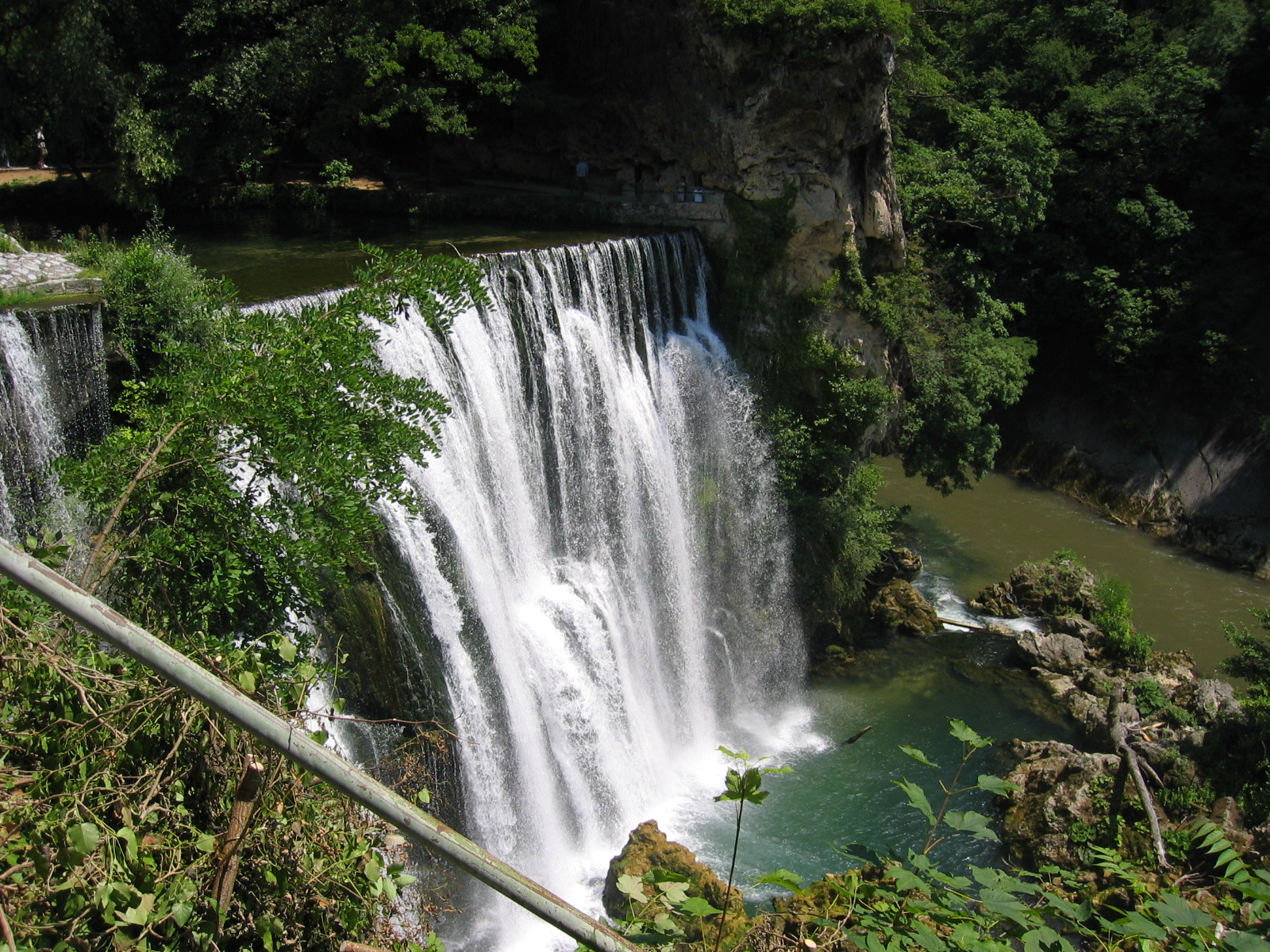
ヤイツェの滝

街は、プリヴァ川がヴルバス川に合流する地点の美しい滝で知られている。滝は高さ30メートルであったが、ボスニア・ヘルツェゴビナ紛争中に洪水があり、その後は高さ20メートルとなった。洪水の原因は、地震か、あるいは軍事攻撃による上流の水力発電所の破壊と考えられている。
戦争による破壊の影響で、ヤイツェから周囲の村々へと通じる道路やその他のインフラストラクチャーの状況は良くない。街の近くにはプリヴァ湖が広がり、ヴルバス川が街の中を流れている。数多くの歴史的建造物が残されており、聖ルカ聖堂や要塞などがある。ヤイツェには豊かな歴史的遺産があるが、UNESCO世界遺産の候補となったのは2006年が初めてのことであった。
周囲は山々に囲まれており、美しい田舎風景が広がっている。ヴルバス、プリヴァなどの河川や、プリヴァ湖があり、地元民や観光客が訪れている。地元では湖はブレナ（Brana）と呼ばれている。周辺には、トラヴニク近くのヴラシチ山（Vlašić）をはじめとする標高2000メートルを超える山々が連なっている。山々へと通じる道路はあまり状況は良くないが、そこからの景観はすばらしいものである。